# Radešići
Radešići (szerbül: Радешићи), település Bosznia-Hercegovinában, a Szerb Köztársaságban, Teslić községben.

## Fekvése
A település Bosznia-Hercegovina középső részének északi szélén, Dobojtól légvonalban 25, közúton 31 km-re délnyugatra, községközpontjától légvonalban 5, közúton 6 km-re délre, a Borja-hegység északkeleti lejtői alatt, a Velika Usora bal partján és mellékvize, a Ljubička-patak mentén, 250-540 méteres magasságban található

## Népessége
| Nemzetiségi csoport | Népesség 1991 | Népesség 2013 |
| ------------------- | ------------- | ------------- |
| Szerb               | 374           | 230           |
| Bosnyák             | 9             | 0             |
| Horvát              | 94            | 0             |
| Jugoszláv           | 11            | 0             |
| Egyéb               | 1             | 2             |
| Összesen            | 489           | 232           |

## Története
Az Usora partján előkerült épületmaradványok tanúsága szerint itt már a római korban egy épületegyüttes állt, melyre a középkorban újabb település épült. A középkori település templomának maradványai is fennmaradtak.
A mai település nevét valószínűleg első lakóiról, a Radešić családról kapta, akik ma is nagy számban élnek a településen. A 19. századi térkép tanúsága szerint a település eredetileg nem a mai helyén, hanem a Ljubička völgyétől északra emelkedő dombon szétszórtan települt, és csak később húzódott le a patak mellé egyutcás falut alkotva. A vegyes lakosságú település 1878-ig tartozott az Oszmán Birodalomhoz, ekkor a berlini kongresszus határozata alapján az Osztrák-Magyar Monarchia része lett. A monarchia szétesésével 1918-ban előbb a Szerb-Horvát-Szlovén Királyság, majd 1929-től a Jugoszláv Királyság része lett. Az 1929-es törvény értelmében, amikor Bosznia-Hercegovinát négy banovinára, Drinskára, Vrbaskára, Zetskára és Primorskára osztották, a település a Vrbaska banovina része lett, amelynek székhelye Banja Luka volt. 
Jugoszlávia megszállása után a Független Horvát Állam (NDH) része lett. A második világháború után 1992-ig a település a szocialista Jugoszlávia keretében a Bosznia-Hercegovinai Népköztársaság része volt. A daytoni egyezmény aláírása után a település Teslić község részeként a Szerb Köztársaság területéhez került. 

## Nevezetességei
- Crkvišće – római épületek és középkori templom maradványai. Az Usora partján levő kiemelkedésen épületegyüttes maradványai találhatók, ahol nagyméretű téglák, cseréptöredékek, római eredetű építőanyagok, valamint középkori kerámiák kerültek elő.[3]